# Moncassin
Moncassin é uma comuna francesa na região administrativa de Occitânia, no departamento de Gers. Estende-se por uma área de 13,93 km². Em 2010 a comuna tinha 133 habitantes (densidade: 9,5 hab./km²).